# Hassan Nader
Hassan Nader est un footballeur international marocain né le 8 juillet 1965 à Casablanca. Il évolue au poste d'attaquant du milieu des années 1980 au milieu des années 2000. Formé au Wydad Casablanca avec qui il remporte deux titres de champion du Maroc, une Coupe du Trône et une Ligue des Champions arabes, il évolue ensuite au RCD Majorque, au SC Farense et au SL Benfica.
International marocain, il compte 29 sélections pour huit buts inscrits et dispute à deux reprises la Coupe d'Afrique des nations.

## Biographie
Sa qualité de buteur l'impose rapidement comme l'un des meilleurs avant-centres marocains. C'est ainsi qu'il est retenu à plusieurs reprises avec la sélection nationale marocaine et qu'il participe à la Coupe du monde 1994 avec le Maroc.
Il fait ses débuts dans le championnat portugais le 1er novembre 1992, et y marque 86 buts en 208 matchs, finissant meilleur buteur en 1995 avec 21 buts.

## Carrière
- 1982-1990 :  Wydad de Casablanca
- 1990-1992 :  RCD Majorque
- 1992-1995 :  Sporting Farense
- 1995-1997 :  Benfica
- 1997-2001 :  Sporting Farense[1],[2]

## Sélection en équipe nationale
| Caps | Date       | Match                 | Lieu       | Score      | Compétition         | Marqué |
| ---- | ---------- | --------------------- | ---------- | ---------- | ------------------- | ------ |
| X    | 19/09/1987 | Algérie B - Maroc     | Lattaquié  | 1 - 2      | JM 1987             | 1X     |
| X    | 01/11/1987 | Côte d’ivoire - Maroc | Abidjan    | 0 - 0      | Elim. JO 1988       |        |
| 1    | 02/02/1988 | Maroc - Autriche      | Monaco     | 3 - 1      | Tournoi             |        |
| 2    | 05/02/1988 | France - Maroc        | Monaco     | 1 - 0      | Tournoi             |        |
| 3    | 03/03/1988 | Maroc - RDA           | Mohammedia | 2 - 1      | Amical              |        |
| 4    | 26/03/1988 | Maroc - Algérie       | Casablanca | 1-1(3 - 4) | Classement CAN 1988 | 1      |
| 5    | 22/03/1989 | Algérie - Maroc       | Béja       | 1 - 1      | Amical              |        |
| 6    | 09/04/1989 | Mali - Maroc          | Bamako     | 0 - 0      | Elim. CAN 1990      |        |
| 7    | 23/04/1989 | Maroc - Mali          | Marrakech  | 1 - 1      | Elim. CAN 1990      | 1      |
| 8    | 24/05/1989 | Maroc - Algérie       | Kénitra    | 1 - 0      | Amical              | 1      |
| 9    | 11/06/1989 | Zaire - Maroc         | Kinshasa   | 0 - 0      | Elim. CM 1990       |        |
| 10   | 25/06/1989 | Zambie - Maroc        | Lusaka     | 2 - 1      | Elim. CM 1990       |        |
| 11   | 13/08/1989 | Maroc - Tunisie       | Casablanca | 0 - 0      | Elim. CM 90         |        |
| 12   | 21/02/1990 | Maroc - Côte d'Ivoire | Casablanca | 2 - 1      | Amical              |        |
| 13   | 09/05/1990 | EAU - Maroc           | Lille      | 1 - 3      | Amical              | 1      |
| 14   | 19/08/1990 | Maroc - Niger         | Casablanca | 2 - 0      | Elim. CAN 1992      |        |
| 15   | 02/09/1990 | Maroc - Mauritanie    | Casablanca | 4 - 0      | Elim. CAN 1992      | 1      |
| 16   | 12/09/1990 | Irlande - Maroc       | Dublin     | 1 - 0      | Amical              |        |
| 17   | 18/04/1993 | Maroc - Sénégal       | Casablanca | 1 - 0      | Elim. CM 1994       |        |
| 18   | 23/02/1994 | Maroc – Finland       | Casablanca | 0 - 0      | Amical              |        |
| 19   | 01/06/1994 | Canada - Maroc        | Montréal   | 1 - 1      | Amical              |        |
| 20   | 29/06/1994 | Pays Bas - Maroc      | Orlando    | 2 - 1      | C.M 1994            | 1      |
| 21   | 13/11/1994 | Maroc – Côte d’ivoire | Casablanca | 1 - 0      | Elim. CAN 1996      | 1      |
| 22   | 09/04/1995 | Maroc – Burkina       | Casablanca | 0 - 0      | Elim. CAN 1996      |        |
| 23   | 04/06/1995 | Côte d’ivoire - Maroc | Abidjan    | 2 - 0      | Elim. CAN 1996      |        |
| 24   | 29/08/1996 | Maroc - Zaire         | Settat     | 7 - 0      | Amical              | 1      |
| 25   | 09/11/1996 | Maroc – Sierra Leone  | Rabat      | 4 - 0      | Elim. CM 1998       |        |
| 26   | 28/01/2001 | Egypte - Maroc        | Le Caire   | 0 - 0      | Elim. CM 2002       |        |
| 27   | 24/02/2001 | Maroc - Sénégal       | Rabat      | 0 - 0      | Elim. CM 2002       |        |
| 28   | 16/06/2001 | Maroc - Gabon         | Fès        | 0 - 1      | Elim. CAN 2002      |        |
| 29   | 14/07/2001 | Sénégal - Maroc       | Dakar      | 1 - 0      | Elim. CM 2002       |        |

## Palmarès

### Avec leWydad de Casablanca
- Championnat du Maroc
  - Champion : 1986, 1990
- Coupe du Trône
  - Vainqueur : 1989
- Ligue des Champions arabes
  - Vainqueur : 1989

### Avec leRCD Majorque
- Finaliste de la Coupe d'Espagne en 1991

### Avec leBenfica Lisbonne
- Vainqueur de la Coupe du Portugal en 1996

## Distinctions personnelles
- Meilleur buteur du Championnat du Maroc en 1986, 1987 et 1989
- Meilleur buteur du Championnat du Portugal en 1995